# فریتس آرنو واگنر
فریتس آرنو واگنر (آلمانی: Fritz Arno Wagner; ۵ دسامبر ۱۸۸۹ – ۱۸ اوت ۱۹۵۸) فیلم‌بردار اهل آلمان بود.

## فیلم‌شناسی
- سرنوشت (۱۹۲۱)
- قلعه اشباح (۱۹۲۱)
- نوسفراتو (۱۹۲۲)
- خاک سوزان (۱۹۲۲)
- عشق ژان نی (۱۹۲۷)
- جاسوسان (۱۹۲۸)
- واترلو (۱۹۲۹)
- رسوایی اوا (۱۹۳۰)
- جبهه غرب ۱۹۱۸ (۱۹۳۰)[۱]
- ام (۱۹۳۱)[۲]
- اپرای سه‌پولی (۱۹۳۱)
- عشق، مرگ و شیطان (۱۹۳۴)
- روبرت کخ (۱۹۳۹)